# Metalistería
La metalistería son las técnicas y artes para producir y conformar metales en la fabricación de objetos utilitarios, artísticos o decorativos. Este oficio comprende las técnicas de fundido y labrado que se realizan con metales preciosos como la plata y el oro, como con el resto de los metales. Incluye a la herrería, orfebrería y joyería. 
La metalistería ha sido muy importante en el desarrollo de la humanidad. Por ejemplo en el estudio de la historia se denominan de manera especial las épocas en que el hombre fue dominando la producción y el trabajado de diversos metales (Edad de Cobre, Edad de Bronce y Edad de Hierro).

## Técnicas de conformado
Probablemente la técnica más antigua de conformado de metales es el martillado. Se estima que hacia el 2500 a. C. se comenzó a utilizar el vertido de metal fundido en moldes. Posteriormente se utilizaron técnicas de retorcido, pegado con remaches, soldadura°.

## Historia

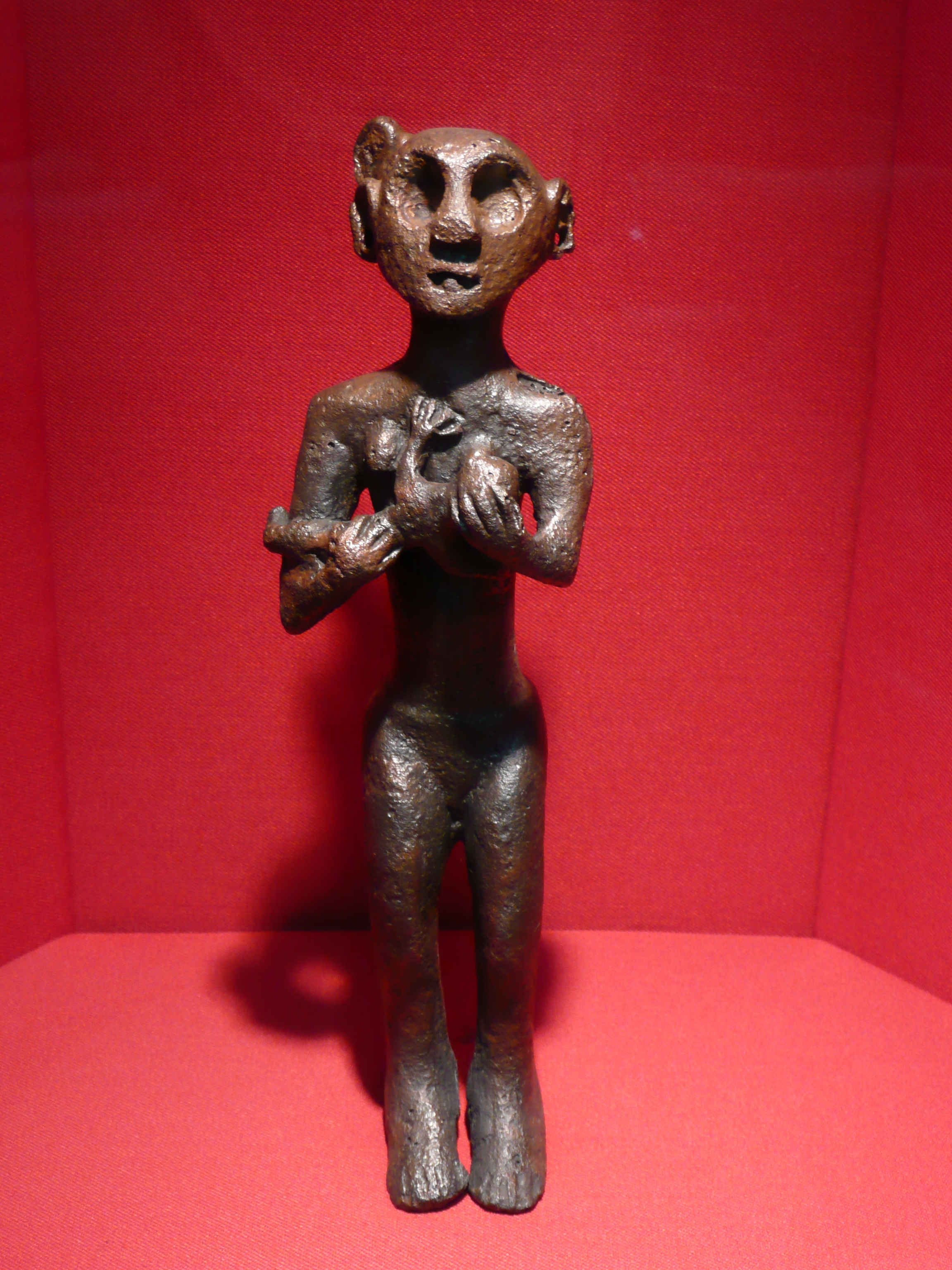
Estatuilla de bronce hallada en Horoztepe (Turquía)

El cobre es uno de los pocos metales que pueden encontrarse en la naturaleza en estado "nativo", es decir, sin combinar con otros elementos. Por ello fue uno de los primeros en ser utilizado por el ser humano. Los otros metales nativos son el oro, el platino, la plata y el hierro proveniente de meteoritos.
Como el oro y la plata se fabricaban ya desde la prehistoria, utensilios muy variados como vasijas, piezas de adorno, joyas, monedas y estatuas siguiendo el estilo, la ornamentación y el gusto propios de la época y de la nación que los elabora, como puede observarse recorriendo las principales civilizaciones.
Las técnicas empleadas en el trabajo del oro fueron muy sencillas al inicio. El martillado en frío proporcionaba láminas e hilos que podían adoptar formas diferentes. Posteriormente, pero aún en una época temprana, se utilizaron el calentado y la fusión. Los avances técnicos supusieron una diversificación de las formas.
El cobre se trabajó en el antiguo Egipto y su uso fue muy difundido en Europa durante los siglos XVII−XVIII, especialmente para fabricar enseres domésticos. En la antigua Grecia se usaron el bronce y el latón. Mientras que durante la Edad Media se fabricaron platos y jarras de peltre. A partir del siglo XVI, se popularizó el uso del hierro forjado para fabricar rejas y balaustradas decorativas.

## Procesos de corte

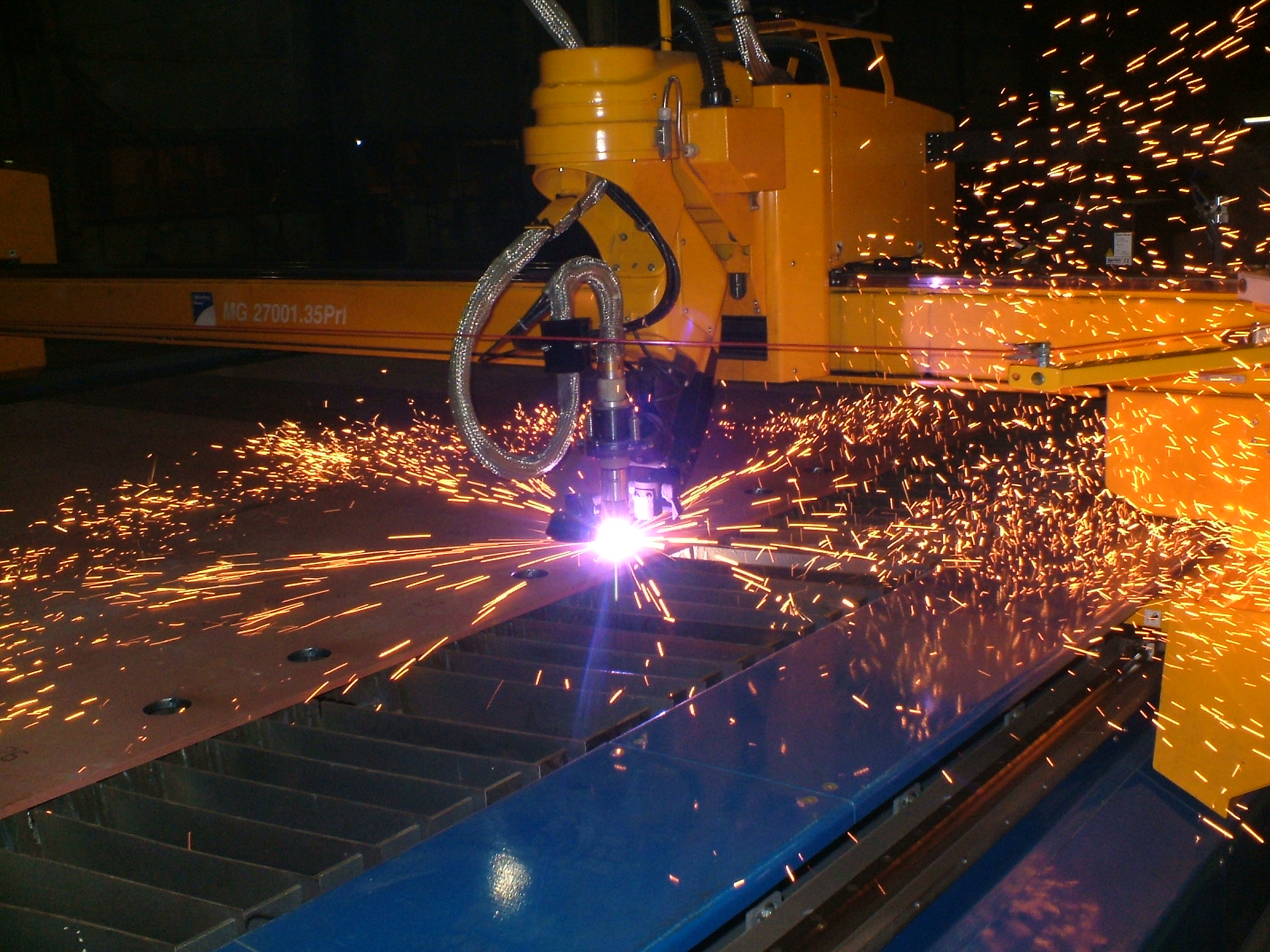
Una máquina de corte por plasma CNC.

El corte es un conjunto de procesos en los que el material se lleva a una geometría específica mediante la eliminación del exceso de material utilizando diversos tipos de herramientas para dejar una pieza acabada que cumpla con las especificaciones.  El resultado neto del corte son dos productos, el residuo o material sobrante y la pieza acabada.  En el trabajo de la madera, los residuos serían el serrín y el exceso de madera.  En el corte de metales, los residuos son las virutas  y el exceso de metal.
Los procesos de corte se dividen en tres categorías principales:
- Procesos de producción de virutas más conocidos como mecanizado
- Quemado, un conjunto de procesos en los que el metal se corta oxidando un corte para separar trozos de metal.

- Procesos especiales diversos, que no entran fácilmente en ninguna de las categorías anteriores

La perforación de un agujero en una pieza metálica es el ejemplo más común de un proceso de producción de virutas.  El uso de un soplete de corte con oxicorte para separar una placa de acero en trozos más pequeños es un ejemplo de quemado. El fresado químico es un ejemplo de proceso especializado que elimina el exceso de material mediante el uso de productos químicos de grabado y de enmascaramiento.
Hay muchas tecnologías disponibles para cortar metal, incluyendo: 
- Tecnologías manuales: sierra, cincel, cizalla o tijeras
- Tecnologías mecánicas: torneado, fresado, taladrado, rectificado, sierra.
- Tecnologías de soldadura/quemado: quemado por láser, quemado por oxicorte, y plasma
- Tecnologías de erosión: por chorro de agua, descarga eléctrica, o mecanizado por flujo abrasivo.
- Tecnologías químicas: mecanizado fotoquímico

El fluido de corte o refrigerante se utiliza cuando hay una fricción y un calor significativos en la interfaz de corte entre una fresa, como un taladro o una fresa, y la pieza de trabajo.  El refrigerante se introduce generalmente mediante una pulverización a través de la cara de la herramienta y la pieza de trabajo para disminuir la fricción y la temperatura en la interfaz herramienta de corte/pieza de trabajo para evitar el desgaste excesivo de la herramienta. En la práctica, hay muchos métodos de suministro de refrigerante.

### Fresado

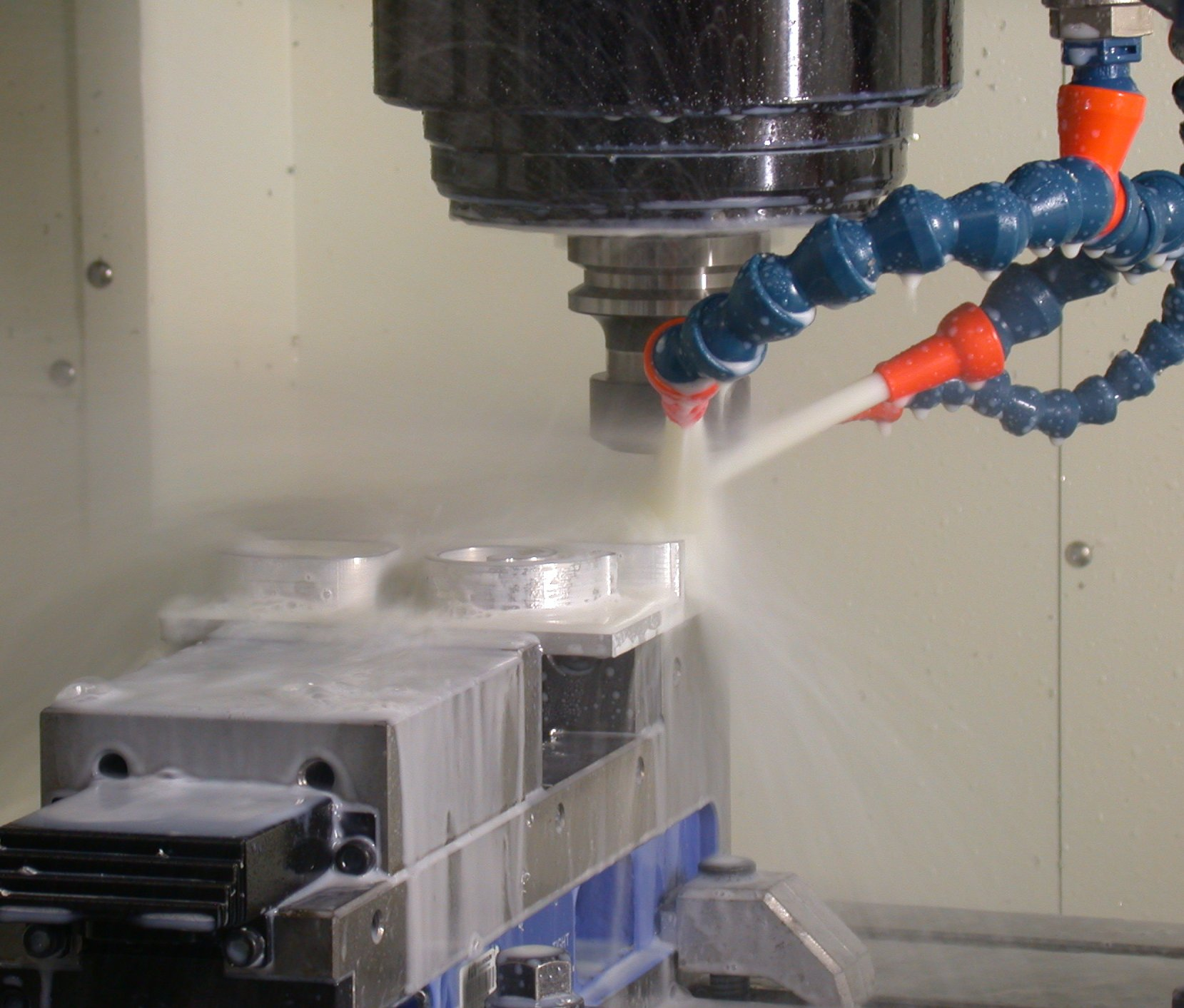
Una fresadora en funcionamiento, incluyendo las mangueras de refrigerante

El fresado es el modelado complejo de metales u otros materiales mediante la eliminación de material para formar la forma final. Generalmente se realiza en una fresadora, una máquina accionada por motor que en su forma básica consta de una fresa que gira sobre el eje del husillo (como un taladro), y una mesa de trabajo que puede desplazarse en múltiples direcciones (normalmente en dos dimensiones [eje x e y] respecto a la pieza). El husillo suele moverse en el eje z.  Es posible elevar la mesa (donde descansa la pieza).  Las fresadoras pueden funcionar manualmente o bajo control numérico por ordenador (CNC), y pueden realizar un vasto número de operaciones complejas, como el corte de ranuras, el cepillado, el taladrado y roscado, el rebaje, la ruta, etc. Dos tipos comunes de molinos son el molino horizontal y el molino vertical.
Las piezas producidas suelen ser objetos complejos en 3D que se convierten en coordenadas x, y y z que luego se introducen en la máquina CNC y le permiten completar las tareas requeridas.  La fresadora puede producir la mayoría de las piezas en 3D, pero algunas requieren que los objetos se giren alrededor del eje de coordenadas x, y o z (dependiendo de la necesidad).  Las tolerancias se presentan en una variedad de estándares, dependiendo de la localidad. En los países que aún utilizan el sistema imperial, suelen ser en milésimas de pulgada (unidad conocida como thou), dependiendo de la máquina concreta. En muchos otros países europeos, se utilizan las normas ISO.
Para mantener fríos tanto la broca como el material, se utiliza un refrigerante de alta temperatura.  En la mayoría de los casos, el refrigerante se pulveriza desde una manguera directamente sobre la broca y el material.  Este refrigerante puede ser controlado por la máquina o por el usuario, dependiendo de la máquina.
Los materiales que se pueden fresar van desde el aluminio hasta el acero inoxidable y casi todo lo demás.  Cada material requiere una velocidad diferente en la herramienta de fresado y varía en la cantidad de material que se puede eliminar en una pasada de la herramienta.  Los materiales más duros se suelen fresar a velocidades más lentas con pequeñas cantidades de material eliminado.  Los materiales más blandos varían, pero normalmente se fresan con una velocidad de broca alta.
El uso de una fresadora añade costes que se tienen en cuenta en el proceso de fabricación.  Cada vez que se utiliza la máquina, también se utiliza refrigerante, que debe añadirse periódicamente para evitar que se rompan las brocas.  También hay que cambiar la broca cuando sea necesario para evitar que se dañe el material.  El tiempo es el principal factor de coste.  Las piezas complejas pueden requerir horas de trabajo, mientras que las muy sencillas sólo requieren minutos.  Esto, a su vez, también varía el tiempo de producción, ya que cada pieza requerirá diferentes cantidades de tiempo.
La seguridad es clave con estas máquinas.  Las brocas se desplazan a gran velocidad y extraen piezas de metal que suelen estar muy calientes.  La ventaja de tener una fresadora CNC es que protege al operador de la máquina.

### Torneado

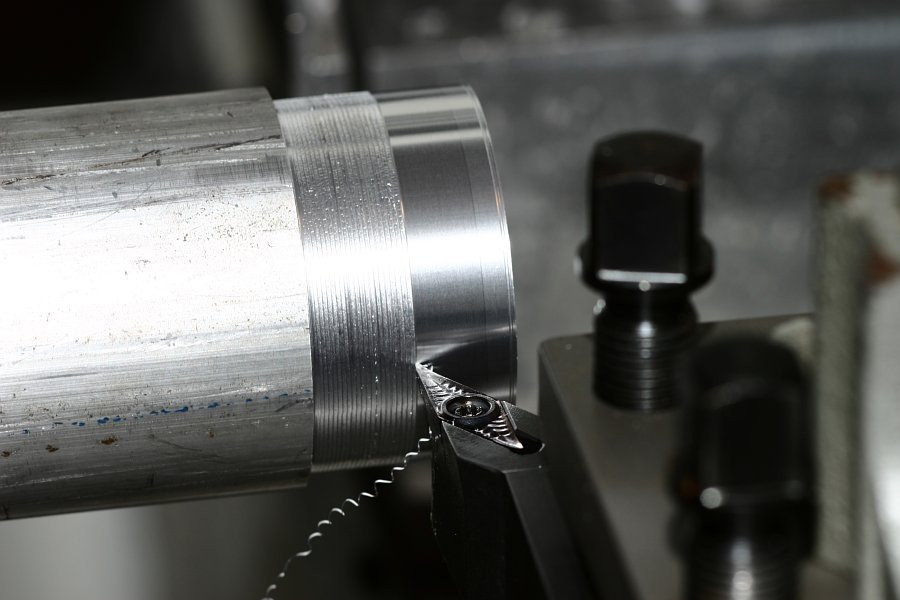
Un torno cortando material de una pieza

El torneado es un proceso de corte de metales para producir una superficie cilíndrica con una herramienta de una sola punta. La pieza de trabajo gira sobre un husillo y la herramienta de corte se introduce en ella de forma radial, axial o ambas. La producción de superficies perpendiculares al eje de la pieza se denomina refrentado. La producción de superficies utilizando tanto el avance radial como el axial se denomina perfilado.
Un torno es una máquina-herramienta que hace girar un bloque o cilindro de material para que, cuando se apliquen a la pieza abrasivo, herramientas de corte o deformación, se le pueda dar forma para producir un objeto que tenga simetría rotacional alrededor de un eje de rotación. Entre los ejemplos de objetos que pueden producirse en un torno se encuentran los soportes de candelabros, los cigüeñales, los árboles de levas y los rodamientos.
Los tornos tienen cuatro componentes principales: la bancada, el cabezal, el carro y el contrapunto.  La bancada es una base precisa y muy resistente sobre la que se apoyan todos los demás componentes para su alineación. El husillo del cabezal asegura la pieza con un mandril, cuyas mordazas (normalmente tres o cuatro) se ajustan alrededor de la pieza. El husillo gira a gran velocidad, proporcionando la energía para cortar el material. Mientras que históricamente los tornos eran accionados por correa de un eje de línea, los ejemplos modernos utilizan motores eléctricos. La pieza de trabajo se extiende fuera del husillo a lo largo del eje de rotación por encima de la cama plana. El carro es una plataforma que puede desplazarse, de forma precisa e independiente, en paralelo y perpendicular al eje de rotación. Una herramienta de corte endurecida se mantiene a la altura deseada (normalmente en el centro de la pieza) mediante el portaherramientas. A continuación, el carro se desplaza alrededor de la pieza giratoria, y la herramienta de corte elimina gradualmente el material de la pieza. El contrapunto puede deslizarse a lo largo del eje de rotación y luego bloquearse en su lugar según sea necesario. Puede sostener centros para asegurar aún más la pieza de trabajo, o herramientas de corte impulsadas en el extremo de la pieza de trabajo.
Otras operaciones que se pueden realizar con una herramienta simple en punta en un torno son:
Biselado: Corte de un ángulo en la esquina de un cilindro.

Despiece: La herramienta se introduce radialmente en la pieza para cortar el extremo de una pieza.

Roscado: La herramienta se alimenta a lo largo y ancho de la superficie exterior o interior de las piezas giratorias para producir roscas externas o internas.

Agujereado: Una herramienta de un solo punto se alimenta linealmente y en paralelo al eje de rotación para crear un agujero redondo.

Taladrado: Introducción de la broca en la pieza de forma axial.

Moleteado: Utiliza una herramienta para producir una textura superficial rugosa en la pieza. Se utiliza con frecuencia para permitir el agarre a mano de una pieza metálica.

Los modernos tornos de control numérico por ordenador (CNC) y centros de mecanizado (CNC) pueden realizar operaciones secundarias como el fresado utilizando herramientas accionadas. Cuando se utilizan herramientas accionadas, la pieza deja de girar y la herramienta accionada ejecuta la operación de mecanizado con una herramienta de corte giratoria. Las máquinas CNC utilizan coordenadas x, y y z para controlar las herramientas de torneado y producir el producto. La mayoría de los tornos CNC actuales son capaces de producir la mayoría de los objetos torneados en 3D.
Se pueden tornear casi todos los tipos de metal, aunque se necesita más tiempo y herramientas de corte especializadas para las piezas más duras.

### Roscado

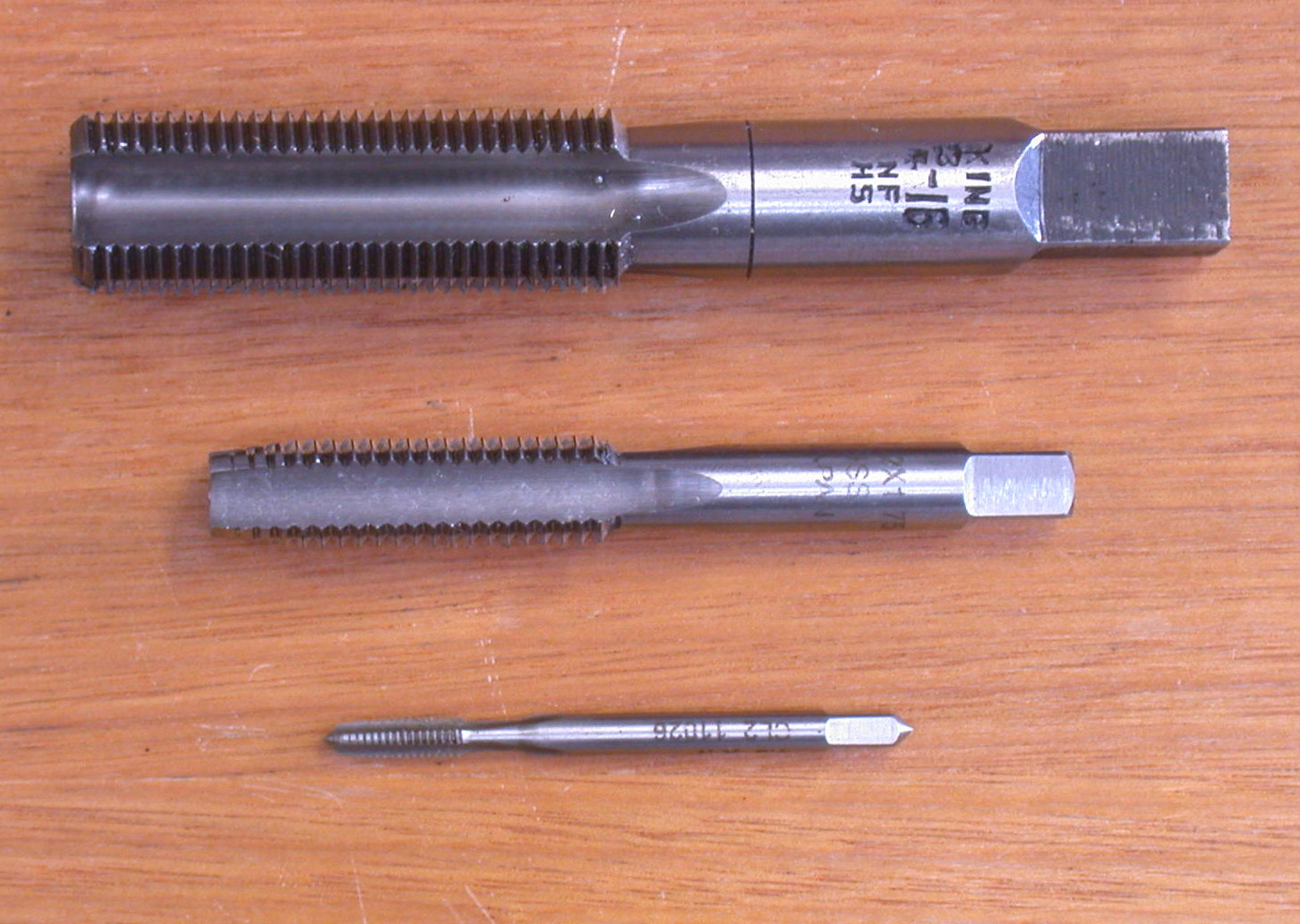
Tres diferentes tipos y tamaños de brocas.

Existen muchos procesos de roscado, entre los que se incluyen: el corte de roscas con un macho o matriz, el fresado de roscas, el corte de roscas de un solo punto, el laminado de roscas, el laminado y conformado de raíces en frío y el rectificado de roscas. Un macho se utiliza para cortar una rosca hembra en la superficie interior de un agujero preperforado, mientras que un troquel corta una rosca macho en una varilla cilíndrica preformada.

### Amolado

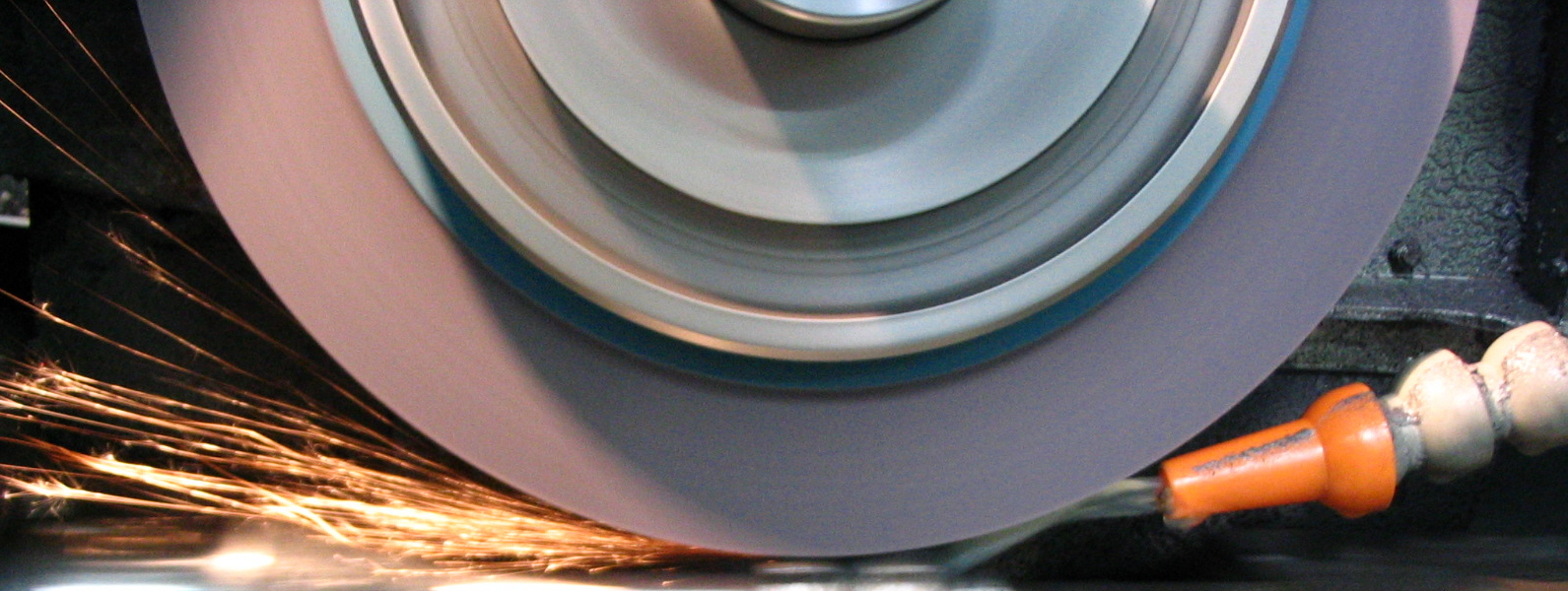
Una amoladora de superficies

El amolado utiliza un proceso abrasivo para eliminar el material de la pieza.  Una rectificadora es una máquina-herramienta que se utiliza para producir acabados muy finos, realizar cortes muy ligeros o formas de alta precisión utilizando una rueda abrasiva como dispositivo de corte. Esta rueda puede estar compuesta por piedras de diferentes tamaños y tipos, diamantes o materiales inorgánicos.
La amoladora más sencilla es una amoladora de banco o una amoladora angular manual, para desbarbar piezas o cortar metal con un disco de cremallera.
Las amoladoras han aumentado de tamaño y complejidad con los avances del tiempo y la tecnología. Desde los viejos tiempos en que una amoladora manual afilaba fresas para un taller de producción, hasta la actual célula de fabricación con carga automática CNC de 30000 RPM que produce turbinas a reacción, los procesos de rectificado varían enormemente.
Las rectificadoras deben ser máquinas muy rígidas para producir el acabado requerido. Algunas rectificadoras se utilizan incluso para producir escalas de vidrio para posicionar ejes de máquinas CNC. La regla común es que las máquinas utilizadas para producir escalas sean 10 veces más precisas que las máquinas para las que se producen las piezas.
En el pasado, las amoladoras se utilizaban sólo para operaciones de acabado debido a las limitaciones de las herramientas. Los materiales modernos de las muelas y el uso de diamantes industriales u otros revestimientos artificiales (nitruro de boro cúbico) en las formas de las muelas han permitido que las amoladoras consigan excelentes resultados en entornos de producción en lugar de quedar relegadas a la parte trasera del taller.
La tecnología moderna ha hecho avanzar las operaciones de rectificado para incluir controles CNC, altas tasas de eliminación de material con alta precisión, lo que se presta bien a las aplicaciones aeroespaciales y a las series de producción de gran volumen de componentes de precisión.

### Fileteado

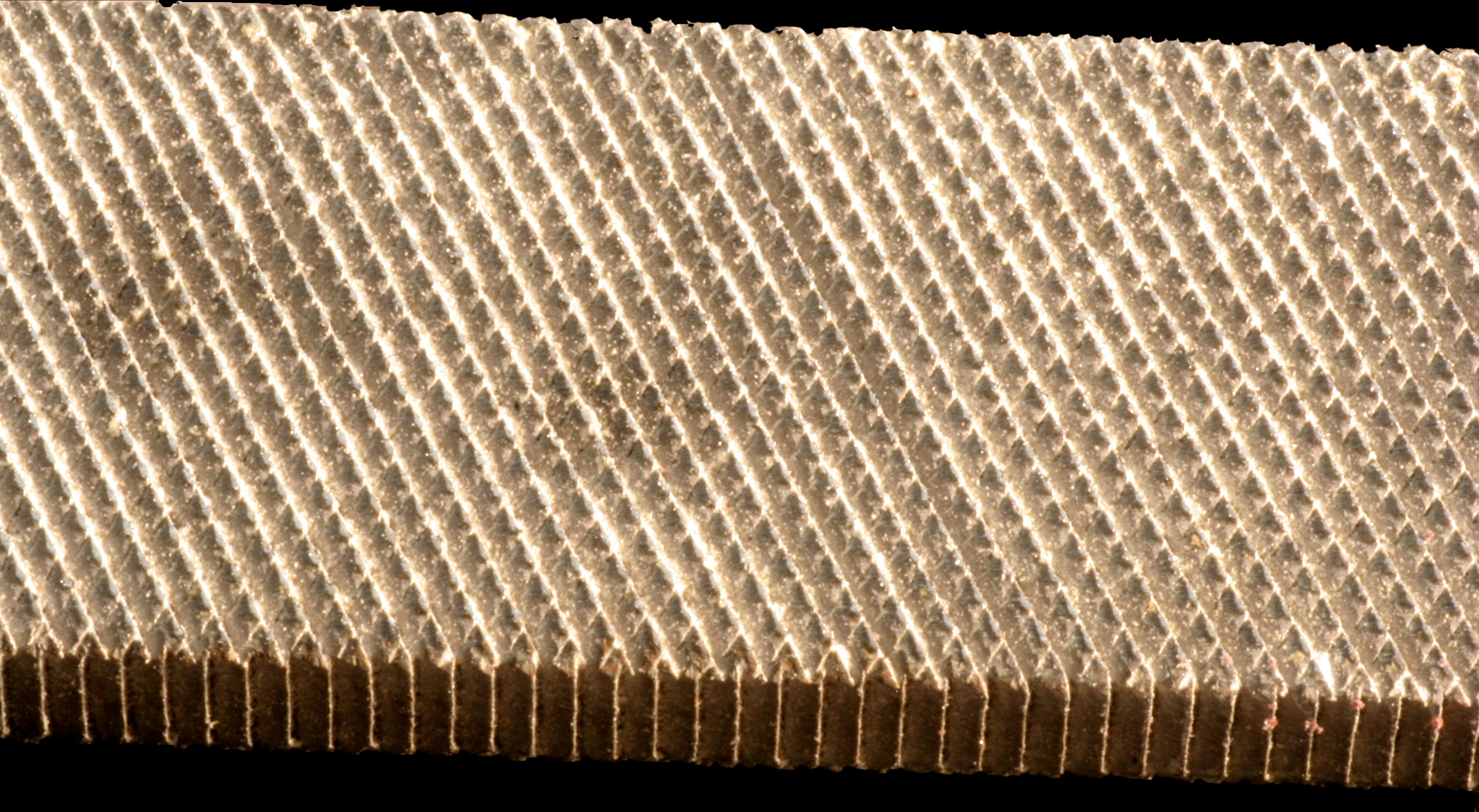
Una lima es una superficie abrasiva como ésta que permite a los maquinistas eliminar pequeñas e imprecisas cantidades de metal

El limado es una combinación de esmerilado y corte con dientes de sierra mediante una file. Antes del desarrollo de los modernos equipos de mecanizado, proporcionaba un medio relativamente preciso para la producción de piezas pequeñas, especialmente aquellas con superficies planas.  El uso hábil de la lima permitía al maquinista trabajar con tolerancias finas y era el sello distintivo del oficio. Hoy en día, el limado apenas se utiliza como técnica de producción en la industria, aunque sigue siendo un método habitual de desbarbado.

### Otros
El brochado es una operación de mecanizado utilizada para cortar chaveteros en los ejes. El mecanizado por haz de electrones (EBM) es un proceso de mecanizado en el que se dirigen electrones de alta velocidad hacia una pieza de trabajo, creando calor y vaporizando el material. El mecanizado por ultrasonido utiliza vibraciones de Ultrasonido para mecanizar materiales muy duros o frágiles.

## Procesos de unión

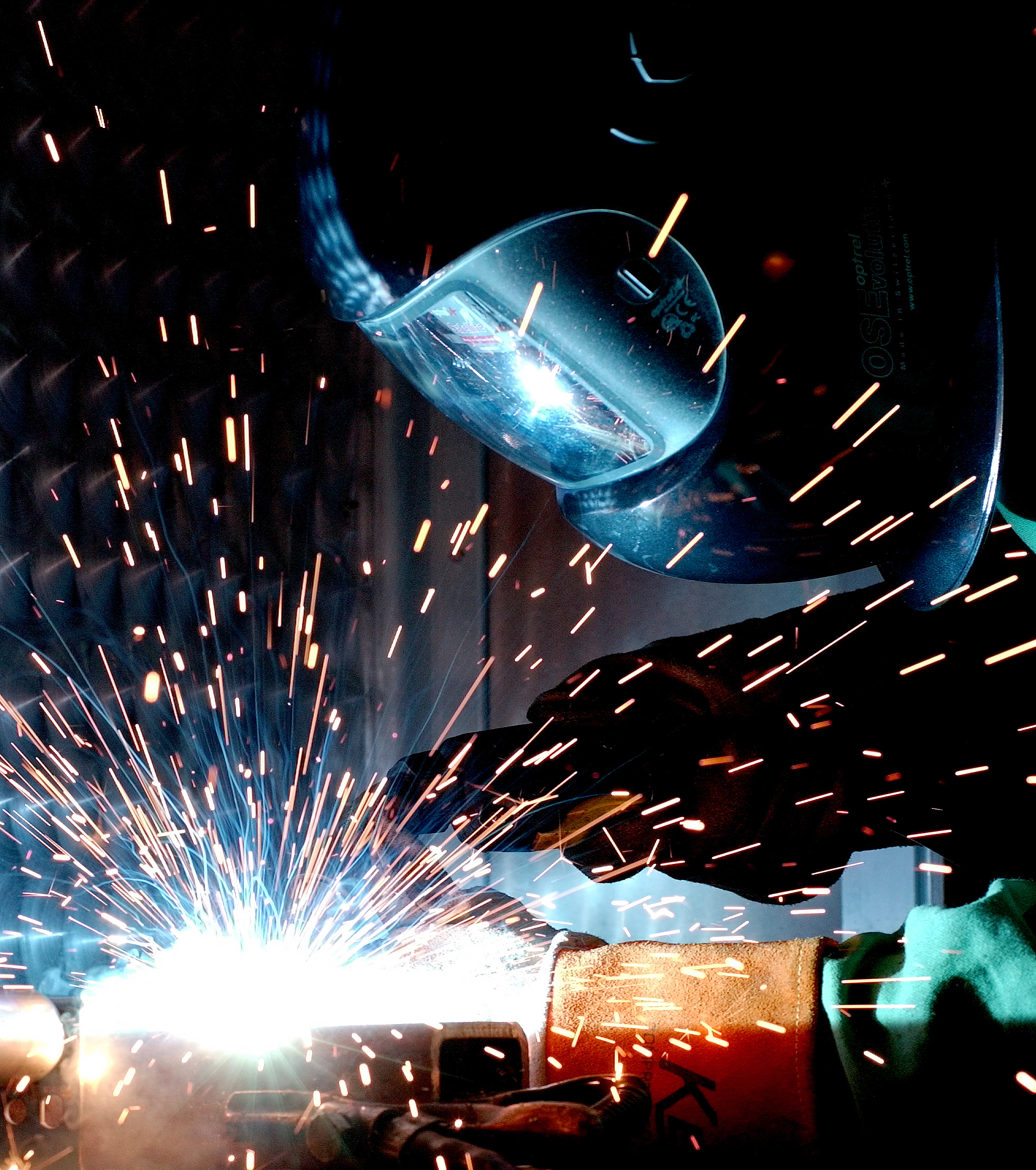
Soldadura MIG.

### Soldadura
La soldadura es un proceso de fabricación que une materiales, normalmente metales o termoplásticos, provocando coalescencia.  Esto suele hacerse fundiendo las piezas y añadiendo un material de relleno para formar un charco de material fundido que se enfría para convertirse en una unión fuerte, pero a veces se utiliza la presión junto con el calor, o por sí sola, para producir la soldadura.
Se pueden utilizar muchas fuentes de energía diferentes para soldar, como un llama de gas, un arco eléctrico, un láser, un haz de electrones, fricción y ultrasonidos.  Aunque suele ser un proceso industrial, la soldadura puede realizarse en muchos entornos diferentes, como el aire libre, la soldadura submarina y en el espacio.  Sin embargo, independientemente del lugar, la soldadura sigue siendo peligrosa, y deben tomarse precauciones para evitar quemaduras, descargas eléctricas, humos venenosos y sobreexposición a la luz ultravioleta.

### Soldadura fuerte
La soldadura fuerte es un proceso de unión en el que un metal de aportación se funde y se introduce en una capilar formada por el ensamblaje de dos o más piezas de trabajo.  El metal de aportación reacciona metalúrgicamente con las piezas de trabajo y se solidifica en el capilar, formando una unión fuerte.  A diferencia de la soldadura, la pieza no se funde.  La soldadura fuerte es similar a la soldadura blanda, pero se produce a temperaturas superiores a 450 °C (842 °F).  La soldadura fuerte tiene la ventaja de producir menos tensiones térmicas que la soldadura, y los conjuntos soldados tienden a ser más dúctiles que los soldados porque los elementos de aleación no pueden segregarse y precipitarse.
Las técnicas de soldadura fuerte incluyen la soldadura por llama, la soldadura por resistencia, la soldadura en horno, la soldadura por difusión, la soldadura por inducción y la soldadura en vacío.

### Soldadura Blanda

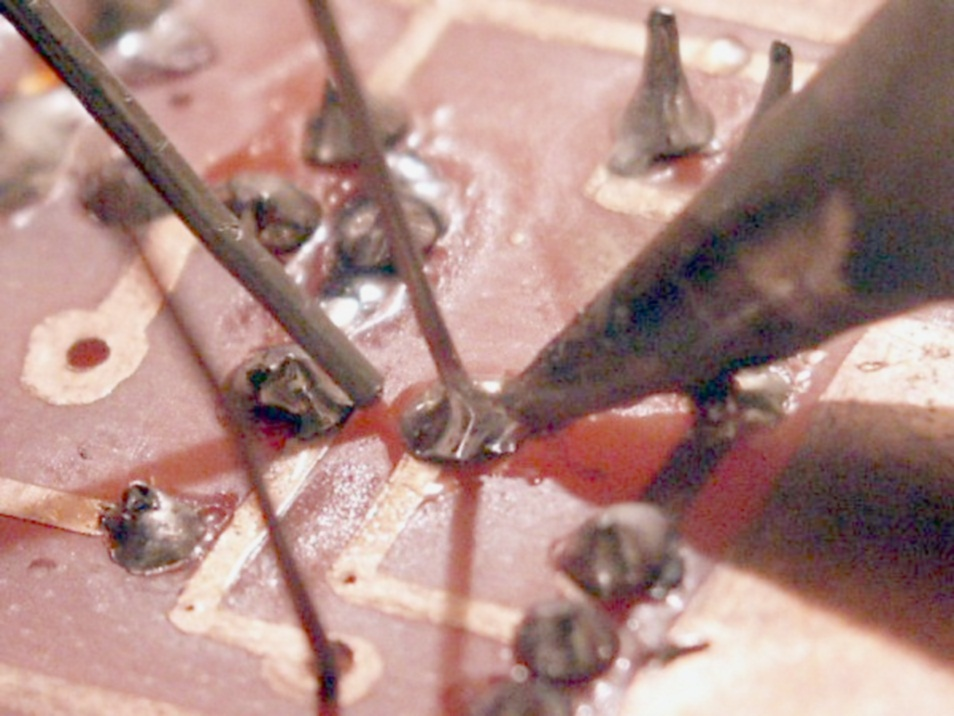
Soldadura de una placa de circuito impreso.

La soldadura blanda es un proceso de unión que se produce a temperaturas inferiores a 450 °C (842 °F). Es similar a la soldadura fuerte en el sentido de que un relleno se funde y se introduce en un capilar para formar una unión, aunque a una temperatura más baja. Debido a esta menor temperatura y a las diferentes aleaciones utilizadas como relleno, la reacción metalúrgica entre el relleno y la pieza es mínima, lo que da lugar a una unión más débil.

### Remachado
El remachado es uno de los procesos de unión de metales más antiguos. Su uso decayó notablemente durante la segunda mitad del siglo XX, pero aún conserva usos importantes en la industria y la construcción, y en oficios artesanales como la joyería, la fabricación de armaduras medievales y la alta costura metálica a principios del siglo XXI. El uso anterior de los remaches está siendo sustituido por las mejoras en las técnicas de soldadura y de fabricación de componentes.
Un remache es esencialmente un perno de dos cabezas y sin rosca que mantiene unidas otras dos piezas de metal. Los agujeros se taladran o perforan a través de las dos piezas de metal que se van a unir. Una vez alineados los agujeros, se pasa un remache a través de ellos y se forman cabezas permanentes en los extremos del remache utilizando martillos y matrices de formación (mediante trabajo en frío o trabajo en caliente).
Los remaches suelen comprarse con una cabeza ya formada.
Cuando es necesario retirar los remaches, se corta una de las cabezas del remache con un cincel en frío. A continuación, el remache se extrae con un martillo y un punzón.

### Fijaciones mecánicas
Esto incluye tornillos, así como pernos. Se utiliza a menudo porque requiere relativamente poco equipo especializado, por lo que suelen utilizarse en muebles listos para montar. También puede utilizarse cuando se une un metal con otro material (como la madera) o un metal concreto no se suelda bien (como el aluminio). Se puede hacer para unir metales directamente, o con un material intermedio como el nylon. Aunque suele ser más débil que otros métodos como la soldadura o la soldadura fuerte, el metal puede retirarse fácilmente y, por tanto, reutilizarse o reciclarse. También puede hacerse junto con un epoxi o pegamento, revirtiendo sus beneficios ecológicos.